# Jan Kleineidam
Jan Kleineidam (* 28.  November 1998 in Elmshorn) ist ein deutscher Handballspieler.

## Karriere
Kleineidam begann seine ersten Schritte im Handball in der Jugendabteilung des Elmshorner HT. 2012 wechselte er zum Handball Sport Verein Hamburg und 2015 zum THW Kiel. Nach einem Jahr kam er zurück zum HSVH. Das erste Spiel mit der Herrenmannschaft machte er am 15. April 2017 gegen den HV Grün-Weiß Werder in der 3. Liga, welches 28:25 gewonnen wurde. Im gleichen Jahr unterschrieb „Kley“ seinen ersten Vertrag in Hamburg. In der Saison 2017/18 gewann er mit der Herrenmannschaft der Hamburger die Meisterschaft und stieg in die 2. Bundesliga auf. Mit dem Handball Sport Verein Hamburg stieg er 2021 in die Bundesliga auf. Ab Sommer 2022 spielte er für den portugiesischen Verein Vitória Setúbal. Im Jahr 2023 wechselte er zum israelischen Handballverein Hapoel Ramat Gan.